# To the End
Singles de Blur
Girls & Boys Parklife
To the end est le neuvième single de Blur, extrait de l'album Parklife. Cette chanson est interprétée en duo avec Laetitia Sadier, chanteuse du groupe stéréolab.

## Liste des titres
- CD1 (CDFOODS50)

1. To the end
2. Threadneedle Street
3. Got yer!

CD2 (CDFOOD50)
1. To the end
2. Girls & boys (Pet Shop Boys 7″ Remix)
3. Girls & boys (Pet Shop Boys 12″ Remix)

- 12″ (12FOOD50)

1. To the end
2. Girls & boys (Pet Shop Boys 7″ Remix)
3. Girls & boys (Pet Shop Boys 12″ Remix)

- Cassette (TCFOOD50)

1. To the end
2. Girls & boys (Pet Shop Boys 7″ Remix)
3. Threadneedle Street

### Version australienne
- CD1 (8814292)

1. To the end
2. Threadneedle Street
3. Got yer!

CD2 (8841302)
1. To the end
2. Girls & boys (Pet Shop Boys 7″ Remix)
3. Girls & boys (Pet Shop Boys 12″ Remix)

### Version française:La Comédie
Cette version exclusive à la France est sortie en mai 1995. Il s'agit de la version chantée avec Françoise Hardy qui figure sur l'album The Great Escape.
- CD (7243 8 82177 2 9)

1. To the end (La Comédie)
2. To the end (La Comédie - Instrumental)